# Преглъщане
Преглъщането е сложен рефлексен акт, извършван непосредствено след храносмилането в устата, при който сдъвканата и пропита със слюнка храна преминава през фаринкса и хранопровода в стомаха. Ежедневно човек преглъща около 600 пъти. Това включва 200 пъти по време на хранене, 50 пъти по време на сън, и 350 пъти в останалата част от времето. Повечето преглъщания се правят несъзнателно.

## Фази на преглъщане
Центърът на гълтането е в координационна зависимост от центъра на дишането. Това означава, че при гълтането (1 – 2 секунди) дишането се преустановява. Целият процес преминава в три фази:
- Орална фаза, при която сдъвканата и пропита със слюнка храна се оформя в хапка (болус) между гърба на езика и небцето. С движения на езика и бузите, тя се измества назад към корена на езика. При достигане до фарингеалните дъги настъпва следващата фаза.
- Фарингеална фаза, при която се блокират назофаринксът и трахеята съответно от мекото небце и епиглотиса, за да не навлиза в тях храна. Тук се преустановява дишането.
- Езофагеална фаза, при която болусът се придвижва към стомаха посредством перисталтичните съкращения на хранопровода.

Фаринксът притежава многочислени рецептори, които при дразнене изпращат аферентни импулси в центъра на гълтането, разположен в ретикулната формация на продълговатия мозък и долната част на моста. Еферентните импулси от този център достигат мускулите на ларинкса чрез моторни влакна, в резултат на което се затварят отворите на устната и носната кухина, ларинкса и гласните цепки. Хранителната хапка се плъзга по епиглотиса и през горния езофагиален сфинктер постъпва в хранопровода.
Обратно действие на гълтането е повръщането.